# يوم 11 يوليو سنة 1882م
يوم 11 يوليو سنة 1882م كتاب للأمير عمر طوسون صدر هذا الكتاب عام 1934م لمرة واحدة فقط في 140 صفحة من القطع المتوسط ومن مطبعة صلاح الدين بالإسكندرية لتنفذ نسخة فورا خاصة، أعادت مؤسسة الهنداوي نشره في عام 2011.

## مدخل
يشير عنوانه إلى تاريخ دخول القوات البريطانية مدينة الإسكندرية. حيث قام الأسطول البريطاني المتمركز في البحر المتوسط علي مدينة الإسكندرية في العام 1882 بقصف الإسكندرية بواسطة خمس عشرة سفينة من أسطول البحرية الملكية البريطانية تحت قيادة الأدميرال سير فريدريك بوتشامب سيمور. وقد فصل عمر طوسون في هذا الكتاب ما حدث في هذا اليوم تفصيلًا، بما أن مدينة الإسكندرية كانت هي أول الحصون التي تداعت في مصر.

## المحتوى
تناولت صفحات الكتاب مايلي:
- حصون مدينة الإسكندرية
  - الحصون من قبل الفتح الإسلامي إلى حكم المماليك
  - الحصون في أواخر حكم المماليك الجراكسة
  - الحصون قبل حكم محمد علي
  - الحصون في حكم محمد علي
  - الحصون في حكم إبراهيم باشا
  - الحصون في حكم عباس الأول
  - الحصون في حكم سعيد باشا
  - الحصون في حكم الخديوي إسماعيل
- موازنة بين هذه الحصون والأسطول البريطاني